# 蘭德氏長鱸
蘭德氏長鱸，為輻鰭魚綱鱸形目鱸亞目鮨科的其中一種，分布於印度洋阿拉伯海海域，棲息深度170-260公尺，體長可達13.2公分，生活在珊瑚礁區，為底棲性魚類，屬肉食性，生活習性不明。

## 擴展閱讀
維基物種上的相關：蘭德氏長鱸